# Белмид (Тексас)
Белмид (енгл. Bellmead) град је у америчкој савезној држави Тексас. По попису становништва из 2010. у њему је живело 9.901 становника.

## Демографија
Према попису становништва из 2010. у граду је живело 9.901 становника, што је 687 (7,5%) становника више него 2000. године.
| Група             | 2000.         | 2010.         |
| Белци             | 5.497 (59,7%) | 4.204 (42,5%) |
| Афроамериканци    | 1.347 (14,6%) | 1.735 (17,5%) |
| Азијати           | 52 (0,6%)     | 67 (0,7%)     |
| Хиспаноамериканци | 2.195 (23,8%) | 3.742 (37,8%) |
| Укупно            | 9.214         | 9.901         |